# Luis de Vega

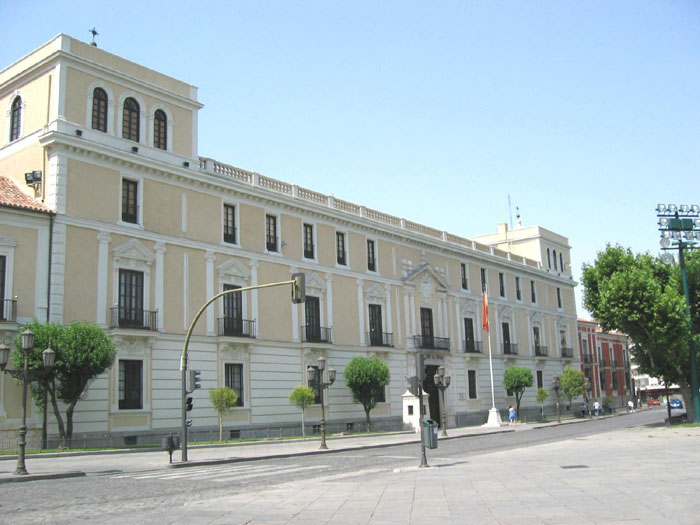
Het Koninklijk paleis van Valladolid is een van de werken van architect Luis de Vega

Luis de Vega (*1495 - † Madrid,10-11-1562 ) was een 16e-eeuwse Spaanse architect en bouwer. Luis de Vega is vooral bekend is om de bouw van het koninklijk paleis in Valladolid. Hij verbouwde ook het Koninklijk Alcazar van Madrid en was betrokken bij een groot aantal andere mooie gebouwen in Castilië.
- Union List of Artist Names: 500058060
- Virtual International Authority File: 96068847